# Achhalda
Achhalda é uma vila e uma nagar panchayat no distrito de Auraiya, no estado indiano de Uttar Pradesh.

## Demografia
Segundo o censo de 2001, Achhalda tinha uma população de 8361 habitantes. Os indivíduos do sexo masculino constituem 53% da população e os do sexo feminino 47%. Achhalda tem uma taxa de literacia de 70%, superior à média nacional de 59.5%; com 58% para o sexo masculino e 42% para o sexo feminino. 15% da população está abaixo dos 6 anos de idade.